# Aleksandr Popov (natuurkundige)

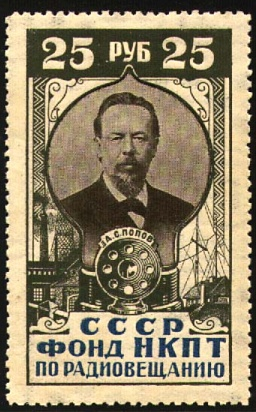
Alexander S. Popov

Aleksander Stepanovitsj Popov (Russisch: Александр Степанович Попов) (Turinskie Rudniki, 16 maart [O.S. 4 maart] 1859 – Sint-Petersburg, 13 januari [O.S. 31 december 1905] 1906) was een Russisch natuurkundige.
Aleksandr Popov werd vooral in het Oosten bekend als "vader" van de radio. Hij voerde zijn onderzoek gelijktijdig met, maar volledig onafhankelijk van, de in het Westen bekendere Guglielmo Marconi.

## Biografie
Aleksandr Popov werd geboren in het dorpje Turinskie Rudniki (het huidige Krasnotoerinsk, oblast Sverdlovsk) in het Oeralgebied als zoon van een priester. De jonge Aleksandr toonde al vroeg interesse in natuurwetenschappen. Zijn vader zorgde ervoor dat hij een goede opleiding kreeg in Perm, en naderhand aan de Universiteit van Sint-Petersburg.
Nadat hij daar was afgestudeerd in 1882 begon hij zijn loopbaan als laboratoriumassistent op de universiteit. Ten gevolge van tekorten op de begroting van de universiteit werd hij docent aan de Torpedoschool van de Russische Keizerlijke Marine, in Kronstadt op het eiland Kotlin.
Aan het begin van de jaren 90 van de 19e eeuw ging hij door met de experimenten van Heinrich Hertz. In 1894 bouwde hij zijn eerste radio-ontvanger, de coherer.
Geoptimaliseerd om er bliksem mee te detecteren, presenteerde hij zijn uitvinding op 7 mei 1895 aan de leden van de Russische Sociëteit Natuurkunde en Chemie. Deze dag zou later in de Sovjet-Unie worden gevierd als dag van de Radio.
In 1901 werd Aleksandr Popov aangesteld als professor aan het Elektrotechnisch Instituut van de Universiteit van Sint-Petersburg. In 1905 werd hij benoemd tot directeur van het instituut.
Aan het eind van dat jaar werd hij ernstig ziek en was hij ongerust over de onderdrukking van de beginnende studentenbeweging. Hij overleed op 31 december 1905 (13 januari 1906 op de gregoriaanse kalender) aan de gevolgen van een hersenbloeding.

### Popovs visie op zijn werk
In tegenstelling tot zijn Italiaanse tegenhanger Marconi zag Aleksandr Popov hoofdzakelijk de wetenschappelijke kanten van zijn uitvinding, en niet de commerciële mogelijkheden. Hierdoor is in het Westen Marconi bekend geworden als de vader van de radio, terwijl de radio vele vaders had.
Popov heeft nooit geprobeerd om zijn uitvinding tot een kant-en-klaar product te maken, terwijl Marconi al snel een eigen bedrijf opzette. Popov was meer een wetenschapper dan een zakenman.